# اندیس آقا حسن
آقا حسن یک اندیس فلزی است که در حوالی شهر چهار فرسخ استان خراسان قرار دارد و مادهٔ معدنی موجود در آن، مس است.سنگ میزبان این اندیس داسیت است  در این اندیس، پاراژنز‌های گوتیت، لیمونیت، روتیل یافت می‌شوند.